# Celestin (réacteur)
Pour les articles homonymes, voir Célestin.
Célestin I et II sont des réacteurs nucléaires militaires situés à Marcoule. Modérés et refroidis à l'eau lourde, ils sont utilisés pour la production de tritium et de plutonium à usage militaire. Le réacteur Célestin I est mis en service le 14 mai 1967, suivi le 30 octobre 1968 par Célestin II.
En 1967, l'Atelier d'extraction du tritium des cibles situé aussi à Marcoule a commencé à fonctionner. Auparavant, de 1962 à 1976, un laboratoire français du centre CEA de Saclay était équipé pour la production d'importantes quantités de tritium.
Le combustible nucléaire des Célestins était produit à l'Atelier de technologie du plutonium du Centre de Cadarache. Le combustible usé des Célestins était retraité puis envoyé à l'usine d'extraction du plutonium de Marcoule. En fin d’année 1993, les réacteurs Célestin arrêtent leur production de plutonium.
En 2008, la production de tritium pour les bombes thermonucléaires se poursuit à partir de l’exploitation des réacteurs Célestins 1 et 2. Le site de Marcoule produit alors les rejets de tritium atmosphérique les plus importants sur le territoire français. Selon Areva, ces rejets sont dus aux réacteurs Célestin et à l’Atelier tritium.
L'arrêt définitif des réacteurs Célestin est effectif en 2009, et leur démantèlement commence aussitôt. Le calendrier du démantèlement s'étale jusqu'en 2050.